# Heilig Hartbeeld (Eygelshoven)
Het Heilig Hartbeeld is een standbeeld in de Nederlandse plaats Eygelshoven (gemeente Kerkrade), in de provincie Limburg.
Op ongeveer 50 meter naar het zuiden staat het Sint-Barbarabeeld.

## Achtergrond
Het Heilig Hartbeeld werd gemaakt in het Atelier Cuypers in Roermond. Het werd geplaatst op een hoge sokkel in plantsoen aan de Stegel, waar het op zondag 26 oktober 1930 werd onhuld en geïntroniseerd. Het verhuisde later naar een eenvoudige sokkel aan de zijkant van de Johannes de Doperkerk.

## Beschrijving
Het beeld toont Christus ten voeten uit, gekleed in een lang, gedrapeerd gewaad en omhangen met een mantel. Achter zijn hoofd draagt hij een nimbus en op de borst is het Heilig Hart zichtbaar, omgeven door een doornenkroon. Jezus houdt zijn armen langs het lichaam en toont in de handpalmen de stigmata. Het beeld staat op een lage bakstenen sokkel.